# Nicola Lo Buono
Nicola Lo Buono (all'anagrafe  Lobuono) (Bari, 4 giugno 1933 – 8 settembre 2009) è stato un dirigente sportivo, allenatore di calcio e calciatore italiano, di ruolo difensore (terzino sinistro).

## Carriera

### Giocatore
Iniziò la carriera con la maglia del Trani in IV serie nel 1953-1954. Nell'estate del 1955, partecipò ad un incontro tra rappresentative di categoria tra Nord e Sud. Nell'occasione era presente sugli spalti, in qualità di dirigente della Lazio, l'ex calciatore Carlo Parola che lo fece acquistare dalla società romana unitamente al portiere della rappresentativa del sud Nello Orlandi. L'arrivo dei due nella Capitale passò quasi inosservato.
La Lazio infatti era reduce da una movimentata e dispendiosa campagna acquisti e Lo Buono ed Orlandi erano considerati poco più che rincalzi. Orlandi in effetti venne relegato stabilmente in tribuna da Roberto Lovati (giocò solo 7 partite in tre anni), Lo Buono viceversa riuscì a guadagnarsi un posto in squadra. L'allenatore inglese Jesse Carver lo fece esordire l'11 marzo 1956 (a 22 anni), nell'incontro più difficile: Lazio-Roma. Era il recupero del derby rinviato per neve, Lo Buono venne schierato come terzino sinistro in coppia con Giovanni Molino e la Lazio vinse l'incontro per 1-0.
Da quel momento non uscì più di squadra fino al termine della stagione. All'ultima giornata riuscì anche a realizzare alla Fiorentina la sua unica rete in maglia laziale. Il gol fu a dir poco singolare: il portiere avversario Sarti diede incarico al compagno Cervato di un rinvio dal fondo e quest'ultimo andò alla battuta con una traiettoria lunga. Lo Buono intervenne al volo per rinviare, indirizzando però la sfera verso la porta avversaria.
Sarti che di spalle stava rientrando per riprendere la posizione tra i pali, si accorse della palla solo quando la stessa andò ad adagiarsi nella rete. Pochi minuti dopo avvenne un'azione analoga, ma questa volta la sfera colpita da Lo Buono centrò in pieno la traversa.
Con Molino giocò a sinistra, passò a destra con Adelmo Eufemi e tornò nuovamente a sinistra con Francesco Janich. L'avvento di Fulvio Bernardini sulla panchina biancoceleste coincise con il periodo migliore di Lo Buono con la maglia della Lazio, infatti vinse la Coppa Italia del 1958, competizione che lo vide sempre presente in tutti gli incontri disputati. Nell'autunno del 1960, nell'incontro di Coppa Italia contro il Palermo, disputato allo stadio Flaminio, si procurò uno strappo che lo costrinse a rimanere lontano dai campi per quasi un anno. Una volta guarito, sia il nuovo allenatore Paolo Todeschini che il suo sostituto Carlo Facchini lo relegarono stabilmente tra le riserve e così a fine campionato venne ceduto al Pescara in Serie C, dopo che con la Lazio collezionò 105 partite complessive (91 in campionato, 12 in Coppa Italia e 2 in Coppa delle Alpi) e un gol (in campionato). In Abruzzo accusò prima uno strappo al tendine d'Achille, quindi una distorsione ai legamenti ne pregiudicarono irrimediabilmente la ripresa agonistica.

### Allenatore
Al termine della seconda stagione al Pescara decise di dire addio al grande calcio accettando l'incarico di allenatore-giocatore nel Formia. Qui iniziò una carriera di tecnico dilettantistico che seppe dargli quelle soddisfazioni che il calcio professionistico gli aveva negato, ben sette campionati vinti e nella stagione 1976-1977 il premio di "Seminatore d'oro" con il Colleferro Calcio, come miglior allenatore d'Italia della Lega Dilettanti. Nella stagione 1978-1979 allena il Tuscania in Serie D e al termine di quella stagione fu retrocesso al campionato di Promozione Lazio 1979-1980.

### Dirigente sportivo
Nell'estate del 1986 aveva assunto la carica di direttore sportivo della Vis Aurelia, uno dei più prestigiosi sodalizi del panorama giovanile romano.
È scomparso l'8 settembre 2009 all'età di 76 anni.

## Statistiche

### Statistiche da allenatore
| Stagione  | Squadra    | Campionato | Campionato | Campionato | Campionato | Campionato | Piazzamento |
| Stagione  | Squadra    | Comp       | G          | V          | N          | P          | Piazzamento |
| --------- | ---------- | ---------- | ---------- | ---------- | ---------- | ---------- | ----------- |
| 1976-1977 | Colleferro | Prom.      | 30         | 11         | 10         | 9          | 5º          |
| 1978-1979 | Tuscania   | D          | 34         | 9          | 11         | 14         | 16º         |

## Palmarès

### Calciatore
- Coppa Italia: 1

Lazio: 1958